# Désiré Lubin
Pour les articles homonymes, voir Lubin.
Désiré Lubin (Bonny-sur-Loire le 20 février 1854, Pithiviers le 4 juin 1929) est un peintre français.

## Biographie
Il apprend la peinture auprès de Léon Bonnat puis à l'académie Julian. Il expose à de nombreuses reprises dans les salons parisiens et reçoit en 1882 le Prix du Salon de la Société des artistes français pour sa Grève des forgerons, illustrant un poème de François Coppée. Il s'installe à Neuville-aux-Bois, puis abandonne transitoirement la peinture pour voyager. Il devient maire de Neuville entre 1919 et 1928. À sa mort, il lègua son atelier et son contenu à la ville de Pithiviers. En plus, il donna 67 000 francs pour la construction d'une annexe au musée municipal de Pithiviers afin de conserver ses œuvres et collections.
Sa peinture, d'abord d'inspiration académique, évolue vers la description de scènes de vie (en particulier rurale). Il a fait de nombreux portraits, surtout à la fin de sa vie.